# Plator pandeae
Plator pandeae är en spindelart som beskrevs av Benoy Krishna Tikader 1969. Plator pandeae ingår i släktet Plator och familjen Trochanteriidae. Inga underarter finns listade i Catalogue of Life.